# Hoofdstedelijke gemeenschap van Brussel

De hoofdstedelijke gemeenschap van Brussel omvat hetzelfde grondgebied als de voormalige provincie Brabant.

De hoofdstedelijke gemeenschap van Brussel (Frans: Communauté métropolitaine de Bruxelles), ook wel "metropolitane gemeenschap" genoemd, is een bij wet van 19 juli 2012 op te richten orgaan met het oog op overleg over de aangelegenheden die meerdere gewesten aanbelangen, in het bijzonder mobiliteit, verkeersveiligheid en de wegenwerken vanuit, naar en rond Brussel. Alle gemeenten in Vlaams-Brabant, Waals-Brabant en het Brussels Hoofdstedelijk Gewest maken er van rechtswege deel van uit. Het komt hiermee overeen met de vroegere provincie Brabant voor de ontbinding ervan in 1995. Een samenwerkingsakkoord tussen de gewesten moet de nadere regels en het voorwerp van dit overleg vastleggen.
Het orgaan is ontsproten aan het BHV-akkoord van 14 september 2011, als deel van het Vlinderakkoord. Het heeft vooral als doel als overlegorgaan te fungeren. De besluiten van de gemeenschap zijn niet bindend.
Het schepencollege van de gemeente Overijse is in december 2012 naar het Grondwettelijk Hof gestapt om de beslissing tot de oprichting van de metropolitane gemeenschap te vernietigen, aangezien het een "overbodig orgaan" zou zijn.
De Raad van State heeft geadviseerd om de naam te wijzigen aangezien het niet gaat om een orgaan dat gemeenschapsbevoegdheden uitoefent en aldus verwarring kan scheppen.
De gemeenteraad van Lennik van 1 juli 2015 heeft op basis van een voorstel van oppositiepartij N-VA - Lennik² als eerste gemeente beslist om niet in te stappen in de Brusselse metropolitane gemeenschap, aangezien het een "overbodig orgaan" is.

## Motivaties tot oprichting van de hoofdstedelijke gemeenschap
- Het beleid van het Vlaamse Gewest en het Brussels Hoofdstedelijk Gewest is niet altijd goed op elkaar afgestemd, vooral qua mobiliteit en wegenwerken. Deze hoofdstedelijke gemeenschap heeft als doel hierin verandering te brengen.
- De uitbreiding van Brussel is een oude eis van de Franstalige politici. Voor Vlaamse politici ligt die eis echter zeer moeilijk, sommigen spreken van 'gebiedsroof'. De metropolitane gemeenschap werd door de Franstalige politici aan haar kiespubliek uitgelegd als een soort toegeving van de Vlamingen om de grenzen van Brussel toch een beetje te kunnen overstijgen. Ook al heeft de gemeenschap geen echte bevoegdheden en macht.